# Giuseppe Ceracchi
Giuseppe Ceracchi (Roma, 4 luglio 1751 – Parigi, 30 gennaio 1801) è stato uno scultore italiano, attivo in Italia, ma anche in Inghilterra (1773-1779), Austria (1780-1785), Stati Uniti d'America (1790-92; 1794-95) e Francia (1799-1800).

## Biografia
Nato a Roma e allievo dello stuccatore italiano Tommaso Righi, completò i suoi studi all'Accademia di San Luca a Roma.
Nel 1773 si recò a Londra, introdottosi da Matthew Nulty, un antiquario e scultore dilettante inglese che viveva a Roma. A Londra Ceracchi lavorò nello studio di Agostino Carlini, uno dei membri fondatori della Royal Academy, con il quale collabora alla realizzazione degli elementi decorati della casa di Robert Adam, Produce le sue prime opere in stile neoclassico: le statue della Fortezza e della Temperanza per la facciata del Palazzo Somerset e i busti dell'Ammiraglio Keppel, del Conte Belgioioso, di Lord Grombu e di Lord Shelburn. Nel 1877 espone Castore e Polluce alla Royal Academy.
Nel 1780 si reca a Vienna, dove rimane cinque anni, salvo brevi ritorni a Roma. Durante il soggiorno viennese scolpisce i busti del Principe Wenzel e del Feldmaresciallo Laudon, ottenendo un largo consenso.
Massone, fu membro della loggia di Vienna "Zum wahren Eintracht", che nel 1783 gli commissionò il busto del suo Maestro venerabile, Ignaz von Born, che adornava la sala delle loro riunioni.
Nel 1785 Ceracchi rientra a Roma, dove ebbe un rapporto di stretta amicizia con Johann Wolfgang von Goethe durante il viaggio in Italia compiuto dal poeta nel 1786. Goethe gli commissionò un busto di Johann Joachim Winckelmann e per qualche tempo fu ospite nel suo studio nel 1788. A Roma Ceracchi scolpì anche i busti del Cardinale Albani, di Pio VI e di Metastasio.
Ceracchi fu due volte negli Stati Uniti, nel 1790-92 e quindi nel 1794-95. Lì realizzò una serie di busti, raffiguranti gli eroi della nuova repubblica (Benjamin Franklin, John Jay, George Washington, Alexander Hamilton, George Clinton). Queste opere ebbero grande influenza sullo sviluppo dell'arte americana, anche se Ceracchi non riuscì a trovare l'appoggio sperato per il suo progetto di erigire nella capitale Washington un grandioso monumento alla rivoluzione americana.
La passione politica lo riportò a Roma quando Giuseppe Bonaparte vi arrivò nel 1797. Al seguito delle truppe napoleoniche Ceracchi si trasferì a Parigi nel 1799, dove realizzò un busto di Napoleone. Grande ammiratore della causa rivoluzionaria, come giacobino diventa oppositore di Napoleone per la sua trasformazione in dittatore. Accusato di aver partecipato ad un complotto contro di lui, viene arrestato e condannato a morte. Fu ghigliottinato il 30 gennaio 1801 assieme a Dominique Demerville, a François Topino-Lebrun e a Joseph Antoine Aréna.
Il disegno del suo Progetto per il monumento funebre a Chrétien-François de Lamoignon de Basville - uomo politico morto per un incidente di caccia o per suicidio, una settimana dopo l'apertura degli Stati Generali - e quello del suo Progetto per il monumento funebre al generale Mathurin-Léonard Duphot si conservano al Museo centrale del Risorgimento, a Roma.

## Sculture
- Busto di Franz Moritz Graf Lacy, 1783, marmo, 59×24×77 cm, Heeresgeschichtliches Museum, Wien
- Busto di Gideon Freiherr von Laudon, 1783, marmo, 59×24×77 cm, Heeresgeschichtliches Museum, Wien
- Busto di Anne Seymour Damer, 1777, marmo, British Museum, London
- Busto di Kurfürst Karl II. von Bayern, 1789, marmo, Bayerisches Nationalmuseum, München
- Busto di Amerigo Vespucci, 1790-1794, marmo, 31x53x25 cm, Casa Bianca, Washington, D.C.
- Busto di Cristoforo Colombo, 1790-1794, marmo, 29x49x25 cm, Casa Bianca,  Washington, D.C.
- Busto di George Washington, 1795, marmo, Metropolitan Museum of Art, New York City

## Galleria d'immagini

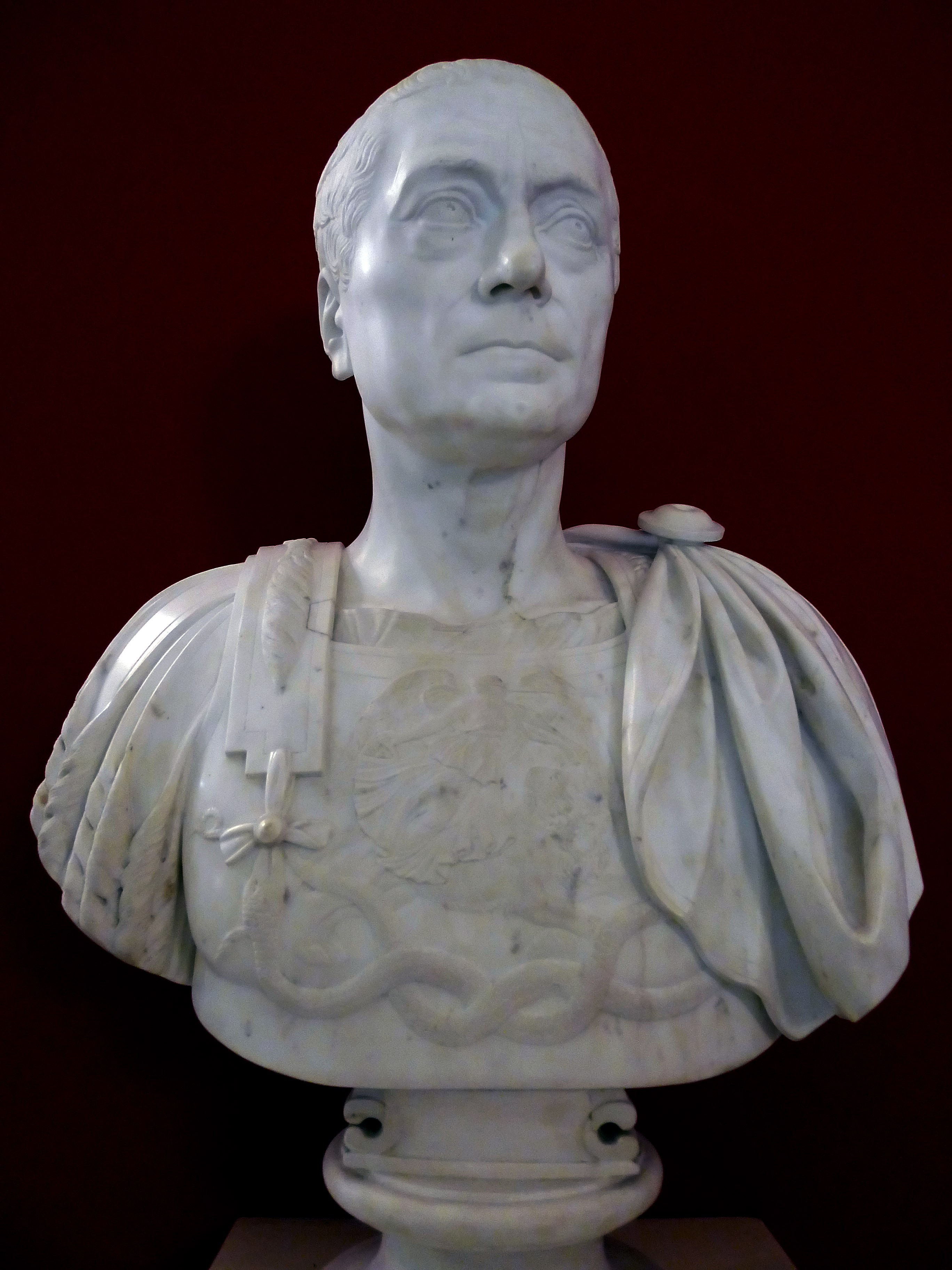
Busto di Franz Moritz Graf von Lacy
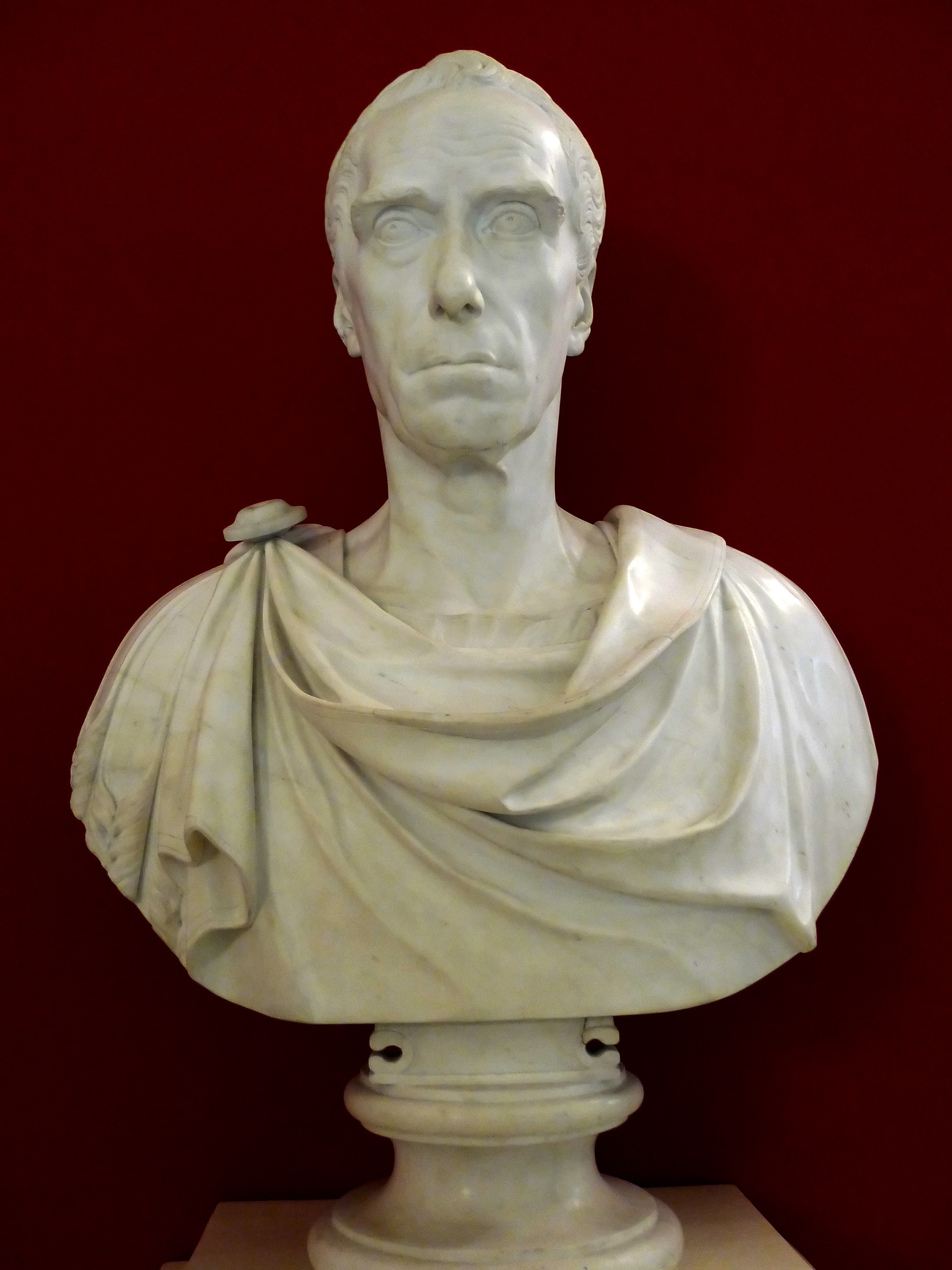
Busto di Ernst Gideon von Laudon
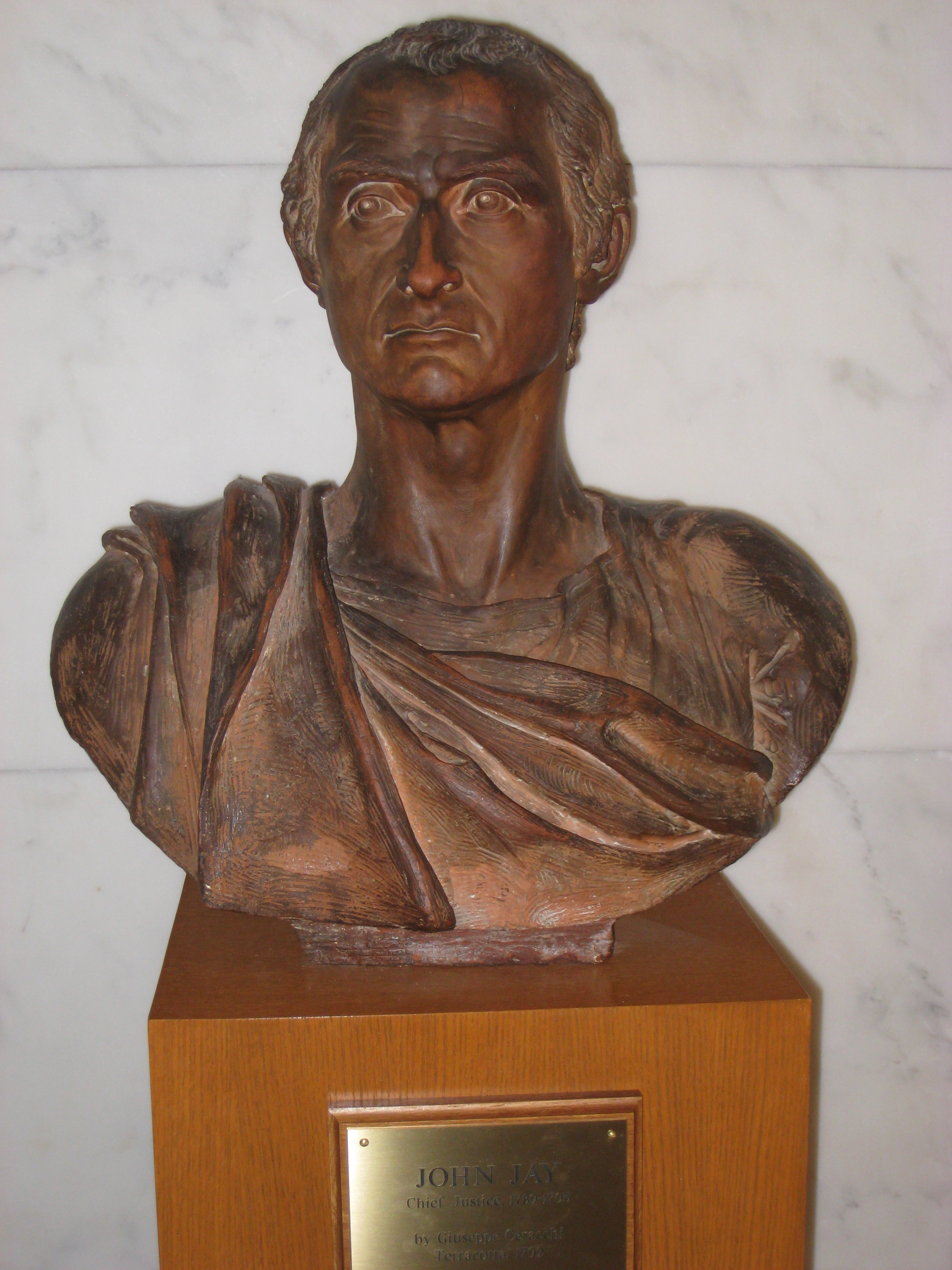
Busto di John Jay
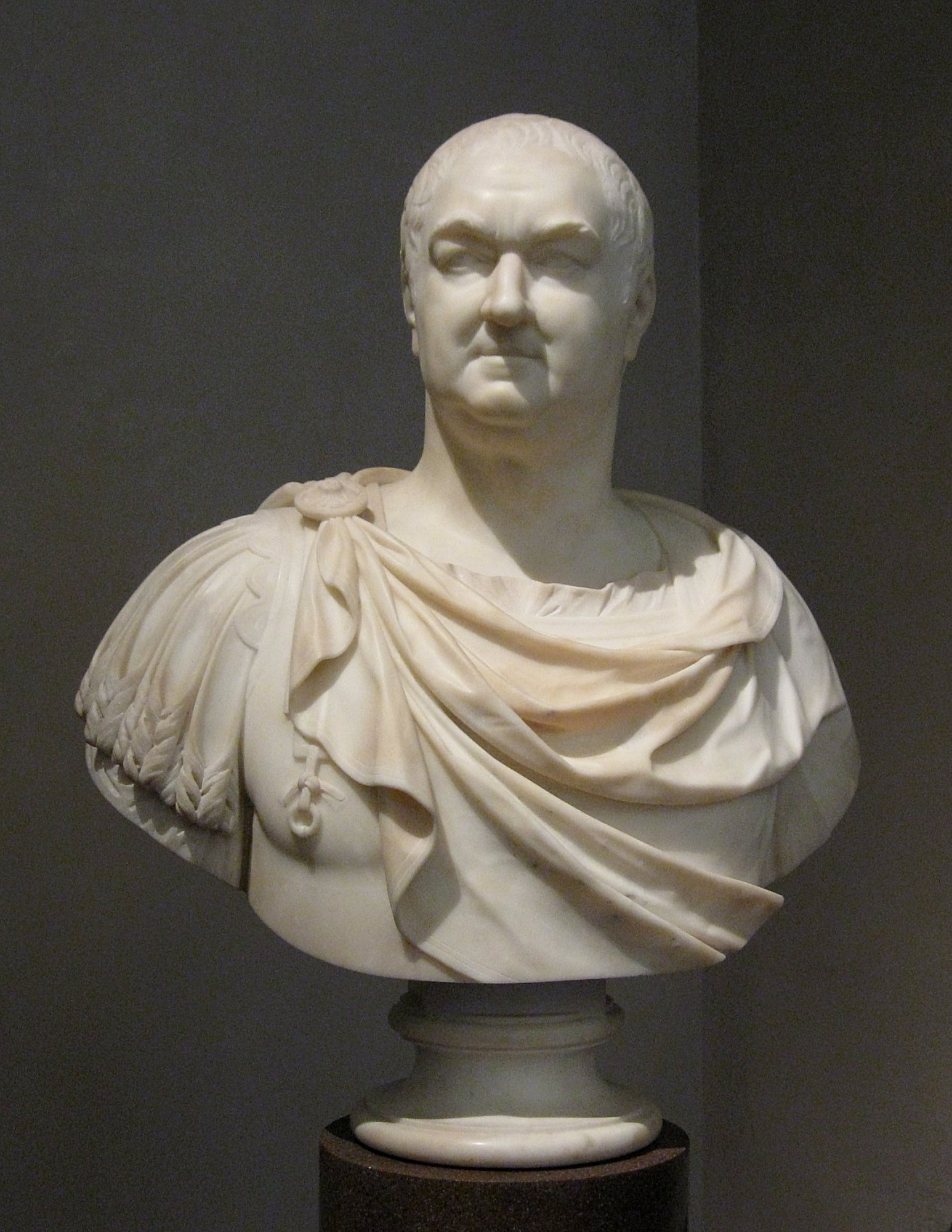
Busto di Theodor von Pfalz